# メリッサ (ワイン)
メリッサ (Melissa) は、イタリアカラーブリア州クロトーネ県のメリッサとその周辺地域（カタンザーロ県も含む）で生産されるワインで、DOCに指定されている。
白ワインのメリッサ・ビアンコ (Melissa bianco)と、赤ワインのメリッサ・ロッソ (Melissa rosso) があり、赤ワインには長期熟成のメリッサ・ロッソ・リゼルヴァ (Melissa rosso riserva) がある。
生産地区はメリッサ、ウンブリアーティコ、カルフィッツィ、サン・ニコーラ・デッラルト、ベルヴェデーレ・ディ・スピネッロの全域、およびカザボーナ、カステルシラーノ、クロトーネ、サン・マウロ・マルケザート、サンタ・セヴェリーナ、スカンダーレ、ストロンゴリ、パッラゴリーオ、ロッカ・ディ・ネートの一部地域である。

## メリッサ・ビアンコ
メリッサ・ビアンコはグレーコ種を主に使用した白ワイン。

## メリッサ・ロッソ
メリッサ・ロッソはガリオッポ種を主に使用した赤ワイン。

## メリッサ・ロッソ・リゼルヴァ
ベースであるメリッサ・ロッソに比べて、アルコール度数が高い。